# No me falles
«No me falles» es una canción del grupo chileno Los Tres, publicada en su disco La Sangre en el Cuerpo de 1999. Es uno de los temas más conocidos del álbum, y de la banda tanto en su país natal como en el extranjero.

## Registro
El cuarteto lanzó el 16 de julio de 1999 el primer sencillo de su disco. "No Me Falles" es el corte que abrió la promoción del álbum, un tema absolutamente clásico en su sonido de banda pero a la vez distinto respecto a otros de su estilo. "Es una canción de amor, pero una de amor lúcido", aclara Henríquez "es sin duda, un tema "tres" pero con más desarrollo y dirección". El sencillo fue en 1999 un hit radial y sin duda pasó a la historia como la generalidad de las canciones escritas por Los Tres.

## Video musical
La canción cuenta con un videoclip, en el cual, se muestra la celebración de un matrimonio, mientras el grupo toca de fondo. El vídeo adquiere gran valor por las diversas técnicas cinematográficas que utiliza, como por ejemplo, el plano secuencia (predominante en casi todo el vídeo).
El videoclip de este corte promocional fue dirigido por Carlos Moena y cuenta con las actuaciones de Patricia López (El Desquite y "Aquelarre") y Gonzalo Henríquez, hermano del vocalista del cuarteto penquista y poeta de González y Los Asistentes Now.

## Relación con Julieta Venegas
En una entrevista en 2023, Julieta Venegas reveló que Álvaro Henríquez escribió la canción en su honor. Sin embargo, irónicamente, esta misma canción se convirtió en la causa de su divorcio, ya que Henríquez terminó dejándola por la actriz que protagonizó el video musical, siendo él quien finalmente "le falló".